# Kim tự tháp Nam Saqqara
Kim tự tháp Nam Saqqara (tên khác: Lepsius XLVI) là một kim tự tháp chưa được hoàn thành ở phía Nam của khu nghĩa trang Saqqara. Mặc dù nhiều kim tự tháp khác có thể đoán được tên chủ nhân dựa vào kiểu dáng cấu trúc của chúng (như Bắc Mazghuna và Nam Mazghuna), nhưng người ta vẫn chưa thể xác định tên của pharaon được chôn cất trong ngôi mộ này.
Kim tự tháp được khai quật vào khoảng năm 1910 - 1911 bởi Ernest Mackay và Flinders Petrie. Vào năm 1929 - 1930, Gustave Jéquier đã nghiên cứu một cách kỹ lưỡng về khu phức hợp này.

## Chủ nhân
Không có bất cứ một hiện vật nào của kim tự tháp Lepsius XLVI được tìm thấy là có ghi tên của chủ nhân, nhưng bù lại một số trong đó có đánh dấu năm trị vì của vị vua đó (năm thứ 3 đến 5). Có ý kiến cho rằng, hai cỗ quan tài bằng đá granite trong hai phòng mộ là của 2 vị vua anh em Neferhotep I và Sobekhotep IV.
Sau khi xem xét kiểu dáng của các phòng ngầm bên dưới, Rainer Stadelmann cho rằng chủ sở hữu của kim tự tháp này phải là một pharaon quan trọng trong triều đại của ông ta. Khu phức hợp Lepsius XLVI có nhiều nét tương đồng với các kim tự tháp Khendjer, Bắc Mazghuna và ít hơn là kim tự tháp Ameny Qemau.
Jéquier đề xuất rằng, kim tự tháp thuộc về một người tiền nhiệm hoặc kế nhiệm của Khendjer như Wegaf hoặc Imyremeshaw. Kim Ryholt đã loại trừ Wegaf do triều đại quá ngắn ngủi của vị vua này khi so sánh với thời gian cai trị ở trên, và thay vào đó là Sehetepkare Intef. Tuy nhiên, một mảnh vỡ có khắc chữ được đọc là Weserkha... có thể ám chỉ đến cái tên Horus Vàng của vua Djehuti, có vẻ như ông sẽ là chủ nhân của kim tự tháp này.

## Phức hợp
Lepsius XLVI nằm ở phía tây nam của kim tự tháp Khendjer, có chiều dài các cạnh là 78,75 mét nhưng phần đỉnh kim tự tháp lại chưa được xây dựng. Những cấu trúc khác như đền thờ và kim tự tháp vệ tinh lại không được tìm thấy. Hai đỉnh của kim tự tháp bằng đá granite đen đã được mài nhẵn, được phát hiện trong khu vực và dường như được mang đến đây khi kim tự tháp chưa được hoàn thành.
Lõi của kim tự tháp được xây bằng gạch bùn, được rào xung quanh bởi một bờ tường hình gợn sóng cùng vật liệu, dày 0,65 mét. Ở 4 góc của kim tự tháp là những món đồ được tùy táng nhưng lại không có ghi tên của bất kỳ ai.

## Cấu trúc ngầm

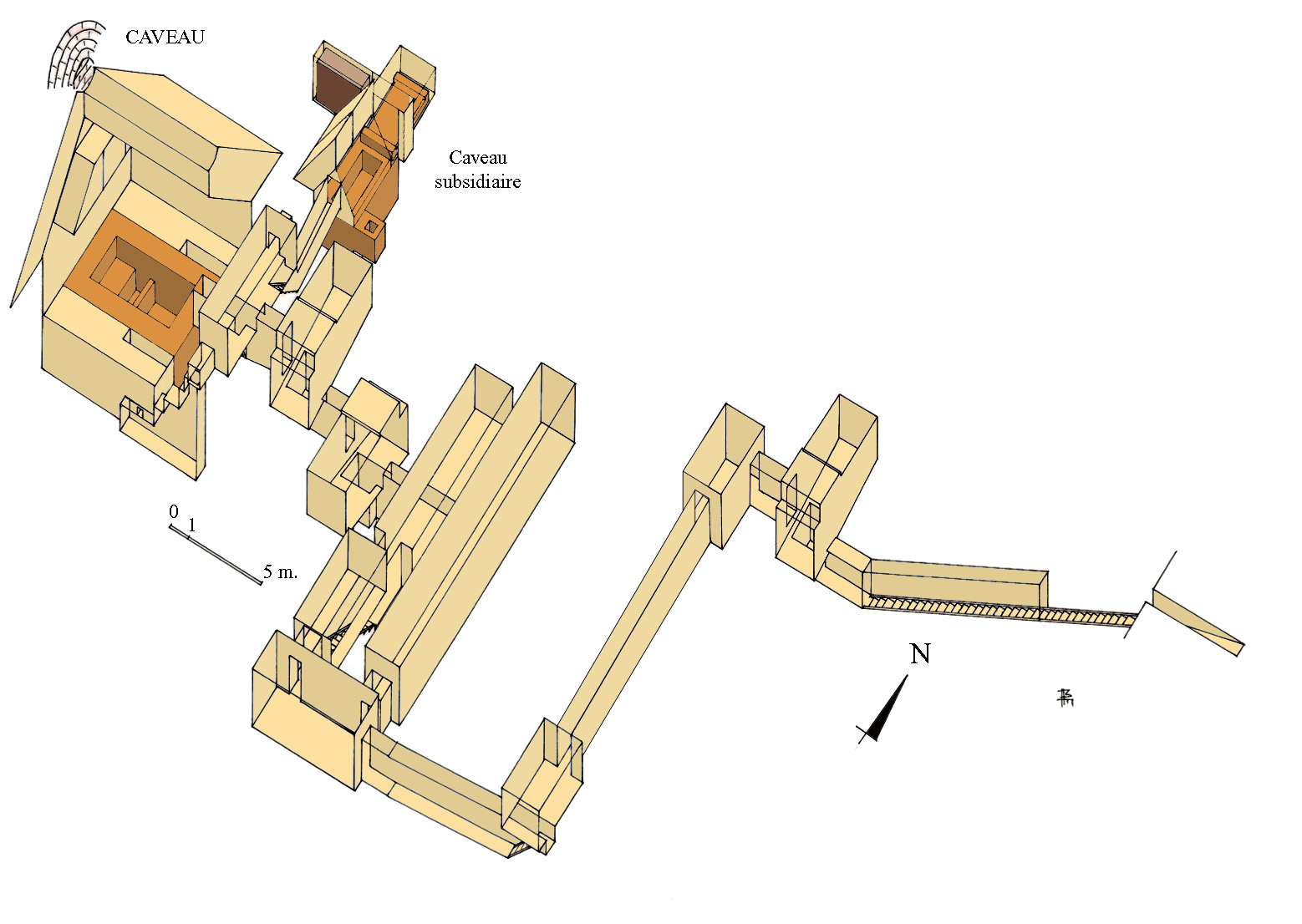
Sơ đồ cấu trúc ngầm

Cấu trúc ngầm được xây dựng khác phức tạp, với nhiều hành lang, cầu thang và phòng ốc; đường đi phải băng qua tất cả bốn cửa chặn lớn bằng đá. Những khối gạch đá vôi màu trắng được dùng để xây dựng những phòng ngầm, những sọc ngang vẽ bằng sơn đen được trang trí khắp các bức tường. Sau khi tới được phòng ngoài, quay mặt về hướng tây sẽ thấy cửa phòng chôn cất chính.
Một tảng thạch anh nguyên khối nặng khoảng 150 tấn nằm sâu bên dưới phòng chôn cất, được khoét 2 hốc để đặt rương đựng bình nội tạng và quan tài. Có 3 phiến đá vôi được dùng làm nắp của cỗ quan tài đá này. Tuy nhiên, mọi thứ vẫn nằm y nguyên vị trí ban đầu, chứng tỏ chúng không được sử dụng.
Một cấu trúc đặc biệt khác, là căn phòng chôn cất thứ hai, nằm ở phía bắc của phòng ngoài, với cấu trúc khá tương tự ở bên phòng dầu tiên; tuy nhiên, hốc đặt rương đựng bình nội tạng lại nằm tách biệt về phía đông của phòng. Không rõ mục đích của phòng này là gì, có thể là phòng chôn của hoàng hậu theo một số người. Nhưng cũng có thể là một căn phòng giả để đánh lừa bọn trộm, nhưng chúng khá tinh vi để phát hiện điều này.